# 아스파크 아울
아스파크 아울(영어: Aspark Owl, 일본어: アスパーク OWL)은 아스파크에서 2020년부터 생산 중인 슈퍼카이다. 2017년 프랑크푸르트 국제 모터쇼에서 컨셉트형이 공개되었다.

## 미디어에서의 등장
- 아스팔트 8: 에어본[7]
- 아스팔트 9: 레전드

## 같이 보기
- 테슬라 로드스터
- 리막 C Two
- 로터스 이비야
- 니오 EP9